# Volo United States Air Force 21
Il volo United States Air Force 21 era una missione ufficiale di un Boeing CT-43 (un derivato del Boeing 737-200) dell'aeronautica militare degli Stati Uniti d'America (codice identificativo IFO 21, registrazione 73-1149) durante la quale si schiantò al suolo. L'aereo, costruito come T-43A per l'addestramento alla navigazione e successivamente modificato in CT-43 per il trasporto di passeggeri, stava trasportando il segretario al Commercio degli Stati Uniti d'America Ron Brown e altre 34 persone, incluso il direttore della redazione tedesca del New York Times Nathaniel C. Nash e molti alti dirigenti di grandi aziende statunitensi, per garantire collaborazione col governo locale alla ricostruzione e allo sviluppo del territorio dei Balcani, alla fine della guerra.
Durante la fase di avvicinamento strumentale all'aeroporto di Ragusa-Čilipi (DBV/LDDU), l'aereo si trovava una forte coltre temporalesca a circa 30 000 piedi (9 100 m) con visibilità zero, forti venti e nebbia fitta. A pochi minuti dall'atterraggio, il Boeing si schiantò contro il fianco di una collina ad un'altezza di 2 300 piedi (700 m), provocando la morte di tutti i 35 occupanti dell'aereo. Lo stesso aereo era stato utilizzato una settimana prima dall'allora first lady Hillary Clinton per andare a Ragusa per incontri istituzionali.

## L'incidente
Alle 14:52 ora locale, la torre di controllo di Ragusa perse il contatto con il Boeing 737; le operazioni di ricerca, utilizzando anche elicotteri e aerei da ricognizione partiti dalla base militare di Brindisi e da portaerei francesi, si concentrarono in un tratto di Mare Adriatico, lungo il percorso di avvicinamento all'aeroporto. L'aereo venne trovato solo 4 ore dopo l'ultima comunicazione con la torre, sulla cima dell'impervia collina di San Giovanni, a 2,6 km a nord-est dal percorso di avvicinamento. Al momento del ritrovamento, l'aereo era completamente distrutto, eccetto la sezione di coda, rimasta integra. Tra i rottami venne individuato il corpo della hostess di bordo, sergente dell'aeronautica militare: era ancora viva, ma aveva subito ferite alla colonna vertebrale e agli arti; morì durante il trasporto in ospedale. Il comandante Davis e tutti gli altri membri dell'equipaggio erano morti sul colpo.

## Le indagini

La rotta che l'aereo avrebbe dovuto seguire (in verde) e quella che invece ha seguito (in rosso).

All'inizio, le prime ipotesi consideravano la possibilità di un attacco terroristico, visto il territorio ostile sul quale volava l'aereo, ma dall'analisi dei rottami questa ipotesi fu scartata. Si iniziò, dunque, la ricerca della scatola nera, ovvero del registratore dei dati di volo e di quello dei dialoghi di cabina. Tali registratori non vennero ritrovati poiché, come specificato da un comunicato del generale Howell Estes, del Pentagono, "l'aereo era stato acquistato come velivolo di addestramento militare e in questa versione non era equipaggiato con scatole nere come l'equivalente civile". Si cominciò quindi con l'analisi della rotta di avvicinamento dell'aereo. Si scoprì che avrebbe dovuto effettuare un avvicinamento strumentale all'aeroporto di Ragusa, attraverso una navigazione radioelettrica utilizzando i radiofari. Tale procedura di atterraggio era abbastanza antiquata: il suo utilizzo era necessario a causa della mancanza di strumentazioni ausiliarie all'atterraggio all'aeroporto di Ragusa, precedentemente distrutto durante la guerra. Analizzando la rotta dell'aereo, si scoprì che vi era stata una deviazione di ben 7° a sinistra rispetto al percorso di discesa verso l'aeroporto. Tale anomalia poteva avere una sola spiegazione: i piloti avevano utilizzato, per aiutarsi ad individuare l'aeroporto in quelle condizioni meteo e senza strumentazioni di terra adeguate, la navigazione inerziale, che non richiedeva la presenza di riferimenti esterni: l'aeromobile era dotato di un sistema chiamato INS, che grazie ad accelerometri era in grado di individuare accelerazioni, decelerazioni e cambi di direzione (accelerazioni laterali).
Una volta specificato il punto di partenza, il sistema era quindi in grado di sapere in ogni istante posizione e velocità del velivolo rispetto al suolo. Tutti i sistemi di navigazione inerziale, però, soffrivano di deriva di integrazione: piccoli errori nelle misurazioni dell'accelerazione e nella velocità angolare venivano integrati in errori progressivamente maggiori nella velocità, aggravati in errori ancora maggiori nella posizione. Inoltre, grazie al ritrovamento della carte di navigazione Jeppesen, si scopri che la quota minima di avvicinamento all'aeroporto, suggerita dal governo croato, era inesatta rispetto a quella suggerita dall'aeronautica statunitense: quella suggerita dal governo croato era di 2.100 metri, 600 metri in meno rispetto a quella suggerita dagli USA. Tutte queste coincidenze portarono ad un errore del Comandante Davis e di tutto l'equipaggio, causando l'incidente.

## Conseguenze

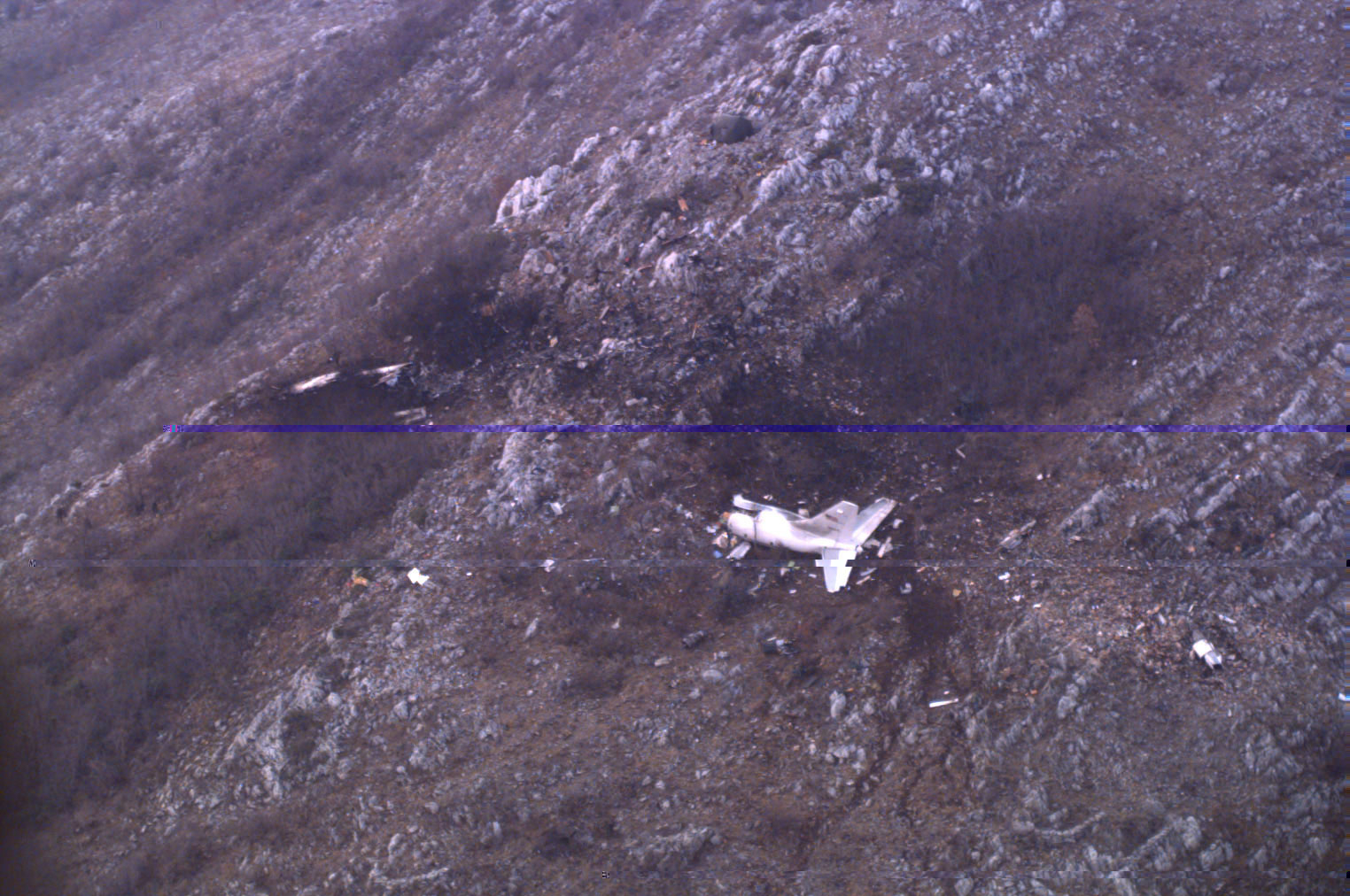
Il sito dello schianto del T43.

### Azioni disciplinari
Il 16 luglio 1996, dopo un'inchiesta durata mesi, il generale statunitense Michael Ryan, comandante della forze aeree americane in Europa, notificò azioni disciplinari verso una decina di ufficiali dell'aviazione americana, per il loro coinvolgimento nell'incidente del 737. In un comunicato della base dell'Air Force di Ramstein si spiegava che "il comandante delle forze aeree in Germania, Charles Heflebower, aveva perso fiducia sulle capacità dei responsabili dell'ottantaseiesimo Airlift Wing". Conseguenze maggiori le subiranno tre militari: il generale di brigata William Stevens (a capo dell'86º stormo, del quale faceva parte l'aereo), il colonnello Roger Chansen ed il colonnello John Mazurowski. Ai tre ufficiali destituiti viene attribuita la responsabilità di aver fatto volare in una zona a rischio e in cattive condizioni meteorologiche un aereo non sufficientemente attrezzato, con carte di navigazione non aggiornate agli standard USA. In più, ai tre venne imputato di aver consentito l'atterraggio di velivoli all'aeroporto di Ragusa benché fosse stato dichiarato scalo non sicuro a causa dei danni al sistema radar.
Il capo della navigazione all'aeroporto di Čilipi, Niko Jerkuić, venne trovato morto tre giorni dopo l'incidente con una ferita da proiettile al petto. L'indagine della polizia concluse che si era suicidato.

### Memoriale
L'area del luogo dell'impatto è identificata da una grande croce di acciaio inossidabile sulla cima del monte Stražišće. Gli escursionisti possono raggiungere la vetta attraverso il "Ronald Brown Path", che prende il nome in commemorazione del Segretario al Commercio degli Stati Uniti che morì nello schianto.
Una sala commemorativa è stata installata nella casa commemorativa di Ronald Brown nella città vecchia di Ragusa. Presenta i ritratti delle vittime dell'incidente e un libro degli ospiti.

## Nella cultura di massa
L'incidente del volo United States Air Force 21 è stato analizzato nell'episodio Il jet scomparso della quarta stagione del documentario Indagini ad alta quota trasmesso dal National Geographic Channel.